# Charmes (Haute-Marne)
Charmes település Franciaországban, Haute-Marne megyében. Lakosainak száma 149 fő (2022. január 1.). Charmes Humes-Jorquenay, Rolampont, Bannes, Champigny-lès-Langres és Changey községekkel határos.

## Népesség
A település népességének változása:
| Lakosok száma | 98   | 110  | 118  | 153  | 149  | 150  | 146  | 146  | 148  | 149  |
|               | 1968 | 1990 | 2006 | 2011 | 2015 | 2016 | 2018 | 2019 | 2021 | 2022 |